# Richard Neville Aldworth Neville
Richard Neville Aldworth Neville (3 septembre 1717 - 17 juillet 1793), jusqu'en 1762 Richard Henry Ashcroft, est un homme politique et diplomate anglais.

## Biographie
Fils unique de Richard Aldworth de Stanlake, et de Catherine, fille de Richard Neville le Jeune (en) de Billingbear House, il est né le 3 septembre 1717. Par sa mère, il descend de sir Henry Neville (1562-1615) (en). Il fait ses études au Collège d'Eton, où il est en bons termes avec Lord Sandwich, Lord Rochford, Lord Orford, Richard Owen Cambridge et Jacob Bryant. Le 12 juillet 1736, il s'inscrit au Merton College d'Oxford .
Au lieu de terminer son cours à Oxford, Aldworth voyage à l'étranger. En 1739, il visite Genève et y passe chaque hiver jusqu'en 1744, avec d'autres visiteurs anglais: John Hervey (2e baron Hervey), William Windham Sr. et Benjamin Stillingfleet. Il contribue plus tard à la vie littéraire de William Coxe et aux œuvres choisies de Benjamin Stillingfleet (1811) .
Aux élections générales de 1747, il devient député de Reading. Il représente Wallingford de 1754 à 1761, et Tavistock de 1761 à 1768, et de nouveau jusqu'en 1774. Il rejoint les Whigs et a le soutien du duc de Bedford. Il est nommé sous-secrétaire d'État du département du Sud le 13 février 1748, sous Bedford, et exerce ses fonctions jusqu'à la démission de son chef, le 12 juillet 1751. Il est également co-secrétaire du conseil de régence en 1748 et 1750 .
Il prend le nom et les armes de Neville en août 1762, lorsque, à la mort de la comtesse de Portsmouth, veuve de son oncle maternel Henry Neville Grey, il hérite du domaine de Billingbear. Le 4 septembre 1762, il devient secrétaire de l'ambassade à Paris. Bedford est le plénipotentiaire britannique lors de la conférence pour examiner les conditions de paix entre l'Angleterre et la France pendant la guerre de Sept Ans. Walpole attribue à Neville le retard de la signature des préliminaires, jusqu'à ce que la capture de La Havane soit connue. En guise de récompense, Neville est nommé payeur des pensions. Le 15 février, il arrive en Angleterre avec le traité définitif, signé le 10 à Paris .
Il revient bientôt à Paris comme plénipotentiaire jusqu'à l'arrivée du comte de Hertford, successeur de Bedford, en mai 1763. Pendant qu'il est à Compiègne en août, John Wilkes lui rend visite; Louis XVI lui donne son tableau serti de diamants. Après son retour en Angleterre, il ne prend aucune part significative aux affaires publiques. Il souffre de goutte et meurt à Billingbear House, après une maladie persistante, le 17 juillet 1793 .
Par son épouse Madeleine, fille de Francis Calandrini, premier syndic de Genève, qu'il épouse en 1748, et qui meurt en 1750, Neville a deux enfants: une fille Frances, qui devient l'épouse de Francis Jalabert, et Richard .